# Indigénisme
L'indigénisme est un mouvement politique et littéraire d'Amérique latine ayant comme fondement une préoccupation particulière pour la condition des Amérindiens et des populations autochtones. Son versant politique désigne l'ensemble des politiques de gestion des populations indigènes mises en œuvre dans les États américains. L’indigénisme répond à l'exigence d'une meilleure intégration des populations indigènes et autochtones à la « communauté nationale ». Dans le domaine de l'art et de la littérature, cet indigénisme correspond à la recherche d'une expression propre des populations premières et prenant ses distances par rapport aux éventuelles influences coloniales.

## Littérature et arts visuels
Un exemple emblématique de roman indigéniste est le roman La Fosse aux Indiens de Jorge Icaza, qui décrit dans un style extrêmement cru et réaliste la vie des employés indigènes dans une hacienda en Équateur (pays).
Le courant indigéniste est également représenté dans la littérature péruvienne par Enrique Lopez Albujar (notamment auteur des Nouvelles andines), César Vallejo, Eleodoro Vargas Vicuna et Carlos Zavaleta. En poésie, on peut notamment citer Luis Eduardo Valcarcel (Tempête sur les Andes, 1920), Uriel Garcia, Alejandro Romualdo Valle et Washington Delgado.
Au Mexique, des grands noms des arts plastiques tels que Diego Rivera et Frida Kahlo sont également associées à l'indigénisme ; ils ont eu un impact sur le système d'éducation mexicain et ont contribué à la légitimation de certaines revendications et contenus d'enseignement. Toujours dans les années 1920, des anthropologues comme Katherine Anne Porter et Anita Brenner jouent un grand rôle pour faire reconnaître l'art des peuples autochtones du Mexique auprès d'un plus vaste public, notamment aux États-Unis, avec leurs ouvrages respectifs, Outline of Mexican Popular Arts and Crafts et Idols behind Altars: The Story of the Mexican Spirit.
L'indigénisme occupe une place importante dans l'art contemporain bolivien, avec la création du groupe Generación del 52 (Génération de 52), en référence à la Révolution bolivienne de 1952, qui a intégré l'indigénisme dans l'hégémonique débat sociopolitique bolivien, avec des artistes tels que María Luisa Pacheco, qui aura une grande influence sur l'art de son pays et de son continent.

## Mouvement indigéniste ou École ingéniste en Haïti
L'indigénisme occupe aussi une place significative dans l'histoire de l'art en Haïti, avec les conférences des années 1920 de Jean Price Mars et son ouvrage Ainsi parla l'oncle (essai d'ethnographie), paru en 1928. Jean Price Mars insufle des idées nouvelles, notamment parmi les peintres et les écrivains, qui valorisent l'identité nationale haïtienne malgré l'occupation américaine à cette époque. À Haiti toutefois, ce sont moins la culture améridienne qui est mis en exergue par ce mouvement (la population améridienne a été décimée par la colonisation européenne) que la culture africaine des esclaves implantés en masse sur l'île par les traites négrières, et de leurs descendants.

## Politique
L'indigénisme représente une prise de conscience de la spécificité des peuples sudaméricains et de leur passé. Il présente à ce titre la qualité de prendre la défense des peuples et de leur culture autochtone, mais présente pour certains auteurs le défaut de le faire souvent de manière paternaliste, en continuant d'exclure l'Indien du processus de décision politique.
Outre le Mexique, c'est aussi au Pérou où l'indigénisme apparaît, notamment en raison du débat culturel à la recherche de l'identité latino-américaine par rapport à l'Europe, et à la diffusion d'idées socialisantes parmi les intellectuelles qui les conduit à poser la question du statut des Amérindiens. Les écrits de Manuel González Prada, considéré comme l'un des pères de l'indigénisme moderne, exercent une importante influence sur le mouvement de la réforme universitaire et sur l'Alliance populaire révolutionnaire américaine (APRA, parti politique nationaliste latino-américain et indigéniste).

Pour José Carlos Mariátegui, penseur indigéniste et fondateur du Parti communiste péruvien, socialisme et indigénisme sont indissociables au Pérou : 

« Les masses — la classe des travailleurs — sont pour quatre cinquièmes indigènes. Notre socialisme ne sera pas péruvien, ni même socialiste, s'il ne se solidarise pas avec les revendications indigènes. »

À certains égards, l'indigénisme converge également vers des considérations compatibles avec celles de l'anarchisme politique, au point où on peut parler d'anarcho-indigénisme.